# 탕산지진유지기념공원
탕산지진유지기념공원(중국어: 唐山地震遗址纪念公园 탕산디전이즈지녠궁위안[*])은 1976년 7월 28일 오전 3시 42분(현지 시각)에 발생했던 탕산 지진을 추모하기 위해 조성된 추모공원이다. 중국 허베이성 탕산시 루난구에 있는 구 탕산철도차량공장 주강작업장의 지진 이후 폐허지대에서 재건하여 세웠다. 공원 안에는 탕산 지진 희생자의 이름이 새겨진 추모벽이 세워져 있다.

## 역사
2008년 4월 착공해 2008년 7월 40만 m2의 면적으로 첫 개장했다. 지진의 흔적을 남긴 현장 구역, 추모분수, 추모숲, 추모광장 및 기타 구역으로 나누어져 있다. 그 외 탕산 지진 희생자의 이름이 새겨진 추모벽과 중국 탕산지진박물관 및 기타 건물이 있다.

## 주요 시설
공원 서쪽에는 중국 전국중점문물보호단위로 지정된 구 중차탕산기관관량 공장이 있다. 기념벽 서쪽에는 중국-탕산지진박물관이 있으며 기념관과 과학관으로 나누어져 있다. 기념관은 지하 1층으로 주로 지진 발생 과정과 그 영향, 지진 후 구호 및 재건에 대해 다루고 있고 지상 1층은 과학관으로 지진과 관련된 정보, 방재체험교실 등 지진에 대해 학습하는 공간이다.

### 지진 희생자 추모벽
탕산 지진의 희생자 추모벽은 총 5개 조로 13개 벽이 있으며 모두 일렬로 늘어서 있다. 각 벽의 높이는 7.28 m로 지진 발생일인 7월 28일을 상징한다. 벽에는 지진 희생자 24만여명의 이름이 적혀 있다. 추모벽 남쪽에는 지진이 발생한 1976년을 상징하는 3만 m2 규모의 추모호수가 벽으로부터 19.76 m 떨어져 있다. 벽 북쪽에는 14만 m2에 달하는 추모숲이 있다. 2017년 1월 기준 사망자 유가족이 등록한 사망자 명단 246,465명의 이름이 적혀 있다.

## 같이 보기
- 탕산대지진
- 탕산항진기념비
- 탕산대지진유적